# スマートストライク
スマートストライク (Smart Strike) は、カナダ生産の競走馬、種牡馬。主な勝ち鞍に1996年のフィリップ・H・アイズリンステークス（G1）、サルヴァトールマイルステークス（G3）。

## 戦績
- 特記事項なき場合、本節の出典はEQIBASE[1]

1995年4月9日、キーンランド競馬場でのメイドン競走でデビューし、2着。2戦目で勝ちあがるとウッドバイン競馬場に転戦してアローワンス競走を連勝して通算3連勝とし、1年を超える休養を経て1996年7月のオプショナルクレーミング競走で復帰して1着となって連勝を継続。モンマスパーク競馬場に向かいG3競走サルヴァトールマイルハンデキャップで重賞を初めて制する。8月のフィリップ・H・アイズリンハンデキャップでG1競走初勝利としてここまで6連勝を記録したが、次走ウッドワードステークスではシガーの4着に終わり、これが最後のレースとなった。

## 競走成績
以下の内容は、EQIBASEの情報および記載法に基づく。
| 出走日     | 競馬場           | 競走名                     | 格 | 距離   | 頭数 | 枠番 (PP) | 馬番 (Pgm) | 着順 | 騎手        | 斤量（lb./kg換算） | タイム  | 着差/タイム差 | 勝ち馬/（2着）馬    |
| ---------- | ---------------- | -------------------------- | -- | ------ | ---- | --------- | ---------- | ---- | ----------- | ------------------ | ------- | ------------- | ------------------- |
| 1995.04.09 | キーンランド     | メイドン                   |    | ダ6.5f | 12   | 10        | 10         | 2着  | P. デイ     | 120/54.5           |         | （2馬身）     | Speedy Trick        |
| 0000.04.28 | キーンランド     | メイドン                   |    | ダ7f   | 12   | 3         | 1          | 1着  | P. デイ     | 118/53.5           | 1:27.52 | 1馬身1/2      | （Myfriendwil）     |
| 0000.05.14 | ウッドバイン     | アローワンス               |    | ダ8.5f | 8    | 2         | 2          | 1着  | D. ペンナ   | 114/51.5           | 1:43.80 | 1馬身1/4      | （Langfuhr）        |
| 0000.06.04 | ウッドバイン     | アローワンス               |    | ダ8.5f | 5    | 5         | 5          | 1着  | D. ペンナ   | 116/52.5           | 1:43.00 | 6馬身1/2      | （All Firmed Up）   |
| 1996.07.07 | ウッドバイン     | オプショナルクレーミング   |    | ダ7f   | 6    | 3         | 3          | 1着  | S. ホウリー | 118/53.5           | 1:21.20 | 5馬身1/4      | （Goldminers Gold） |
| 0000.07.27 | モンマスパーク   | サルヴァトールマイルH      | G3 | ダ8f   | 10   | 3         | 3          | 1着  | S. ホウリー | 113/51             | 1:36.28 | 2馬身1/4      | （Cozy Drive）      |
| 0000.08.25 | モンマスパーク   | フィリップ・H・アイズリンH | G1 | ダ8.5f | 7    | 7         | 7          | 1着  | C. ペレ     | 115/52             | 1:41.59 | 2馬身1/4      | （Eltish）          |
| 0000.09.14 | ベルモントパーク | ウッドワードS              | G1 | ダ9f   | 5    | 2         | 3          | 4着  | C. ペレ     | 126/57             |         | （5馬身1/4）  | Cigar               |

## 引退後
1997年からレーンズエンドファームで種牡馬入りし、エクリプス賞年度代表馬に二度選出されたカーリンを筆頭に、ダート、芝、オールウェザーなど馬場を問わずに数多くの活躍馬を送り出し、「北アメリカで最も万能性を持つ種牡馬」とも評された。2007年と2008年にはカーリンらの活躍により北アメリカでのリーディングサイアーとなった。
2015年3月25日、かねてから患っていた蹄葉炎が悪化し、安楽死の処置がとられた。その時点での産駒の獲得賞金は1億1865万2193ドル、ステークスウィナーは113頭に上っていた。

### 主な産駒
- 1998年産
  - フリートストリートダンサー（ジャパンカップダート）[5]
- 1999年産
  - Soaring Free（アットマイルステークス）[6]
- 2001年産
  - Shadow Cast（パーソナルエンスンステークス）[7]
- 2002年産
  - English Channel（ブリーダーズカップ・ターフ、JHターフクラシック招待2回、ユナイテッドネイションズステークス2回、WRターフクラシック）[8]
- 2003年産
  - Fabulous Strike（ヴォスバーグステークス）[9]
- 2004年産
  - Curlin（ブリーダーズカップ・クラシック、プリークネスステークス、ジョッキークラブゴールドカップステークス、ドバイワールドカップ、スティーブンフォスターハンデキャップ、ウッドワードステークス）[10]
- 2005年産
  - Furthest Land（ブリーダーズカップ・ダートマイル）[11]
  - Never Retreat（ファーストレディステークス）[12]
- 2006年産
  - Square Eddie（ブリーダーズフューチュリティステークス）[13]
  - ブレイクランアウト（共同通信杯）[14]
- 2007年産
  - Lookin At Lucky（プリークネスステークス、デルマーフューチュリティステークス、ノーフォークステークス、ハリウッドフューチュリティ）
- 2008年産
  - Swagger Jack（カーターハンデキャップ）[15]
- 2009年産
  - My Miss Aurelia（ブリーダーズカップ・ジュヴェナイルフィリーズ、フリゼットステークス、コティリオンステークス）[16]
  - Centre Court（ジェニーワイリーステークス）[17]
- 2011年産
  - Crown Queen（クイーンエリザベス2世チャレンジカップステークス）[18]
  - Minorette（ベルモントオークスインビテーショナルステークス）[19]
  - Streaming（ハリウッドスターレットステークス）[20]
  - アムールブリエ（エンプレス杯2回、ブリーダーズゴールドカップ2回、名古屋グランプリ2回）[21]

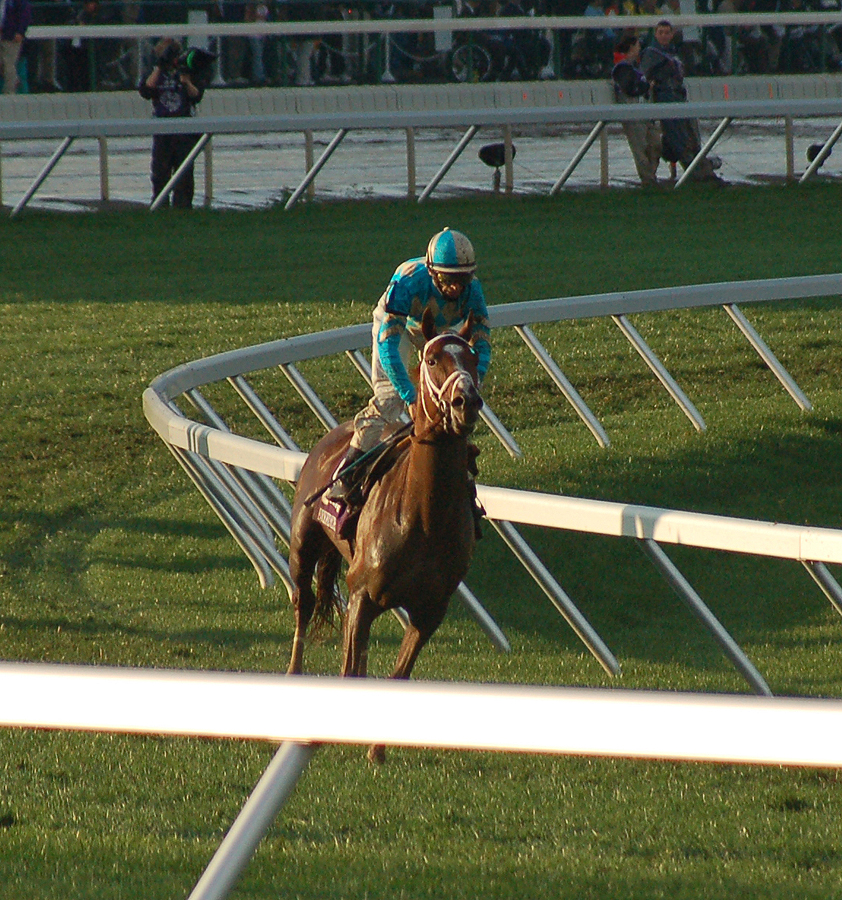
イングリッシュチャンネル（2002年生）
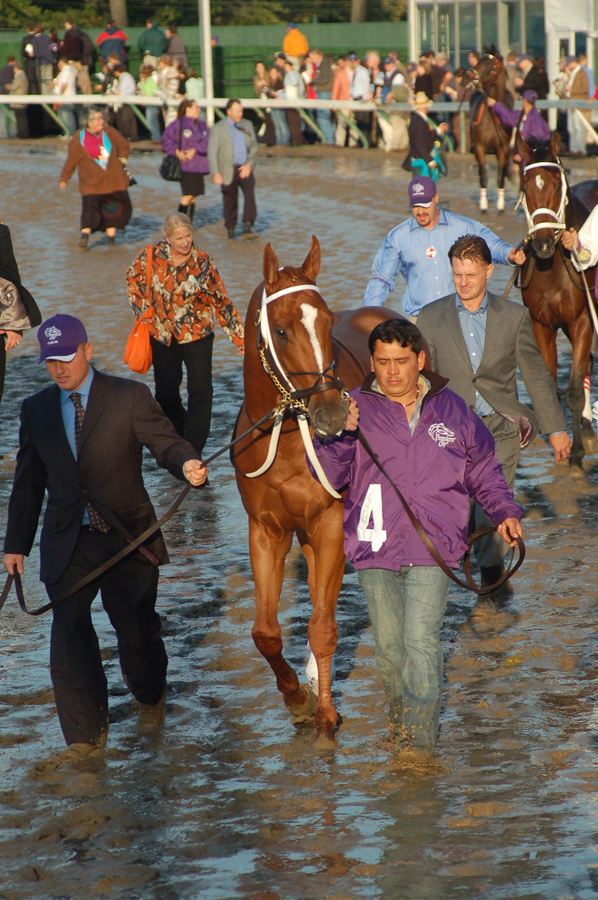
カーリン（2004年生）
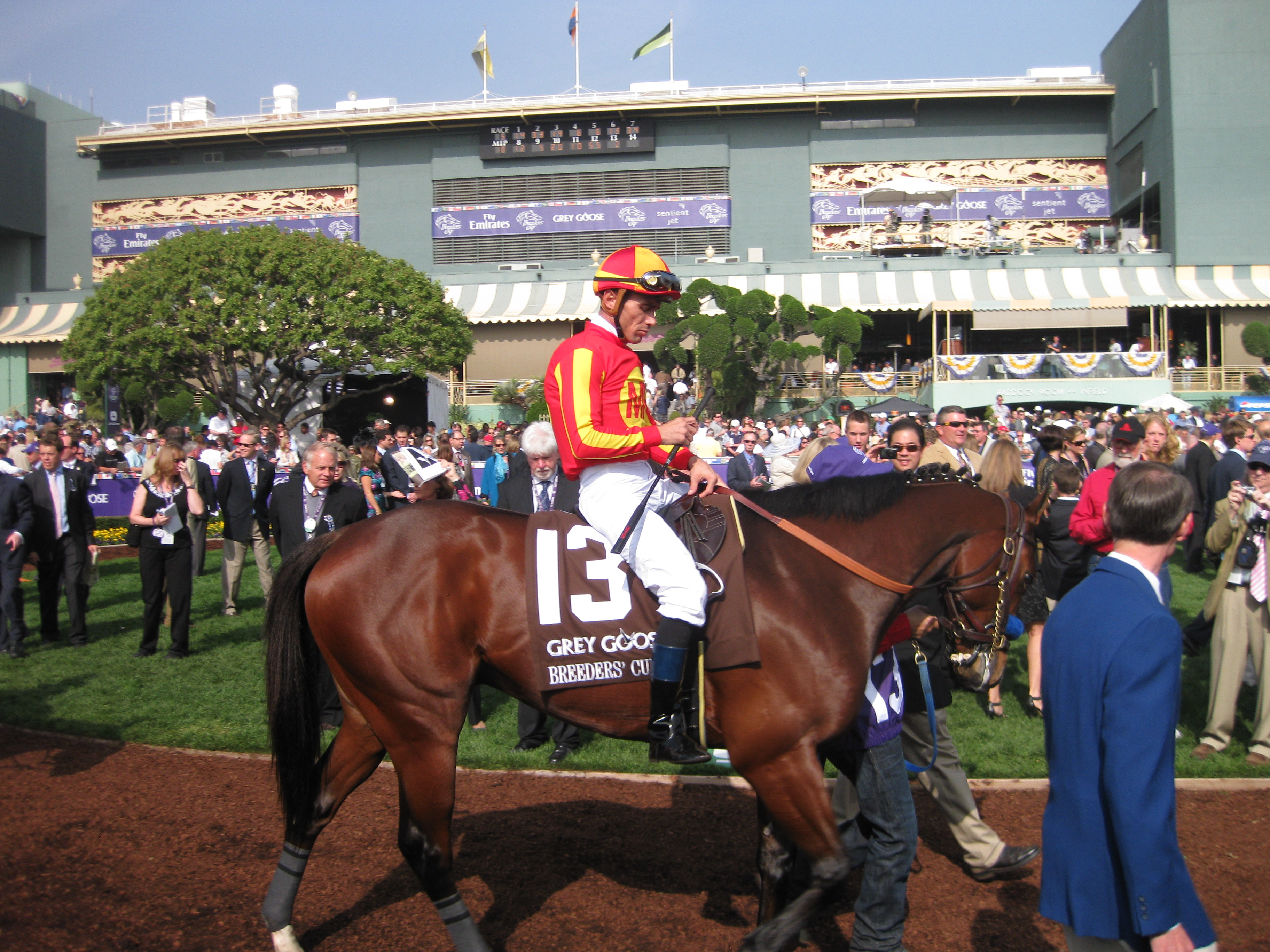
ルッキンアントラッキー（2007年産）

### ブルードメアサイアーとしての産駒
- Mine That Bird（父Birdstone、ケンタッキーダービー）[3]
- Dullahan（父Even the Score、パシフィッククラシック、ブルーグラスステークス、ブリーダーズフューチュリティステークス、半兄マインザットバード）[22]
- Peace and War（父War Front、アルシバイアディーズステークス）[23]
- ストロングリターン（父シンボリクリスエス、安田記念）[24]
- Shared Account（父Pleasantly Perfect、ブリーダーズカップ・フィリー&メアターフ）[3]
- Inglorious（父Hennessy、クイーンズプレート）[3]
- First Dude（父Stephen Got Even、ハリウッドゴールドカップ）[3]
- Eye of the Leopard（父A.P. Indy、クイーンズプレート）[3]
- スターズオンアース（父ドゥラメンテ、桜花賞、優駿牝馬）[25]
- Rich Strike（父Keen Ice、ケンタッキーダービー）[26]
- Goodnight Olive（父Ghostzapper、バレリーナハンデキャップ、ブリーダーズカップ・フィリー&メアスプリント2回、マディソンステークス）[27]
- Faiza（父Girvin、スターレットステークス）[28]
- Therapist（父Freud、ユナイテッドネイションズステークス）[29]
- Gun Pilot（父Gun Runner、チャーチルダウンズステークス）[30]
- Seize The Grey（父Arrogate、プリークネスステークス、ペンシルベニアダービー）[31]
- Zulu Kingdom（父Ten Sovereigns、アメリカンターフステークス）[32]

## 血統表
| スマートストライクの血統     | スマートストライクの血統       | スマートストライクの血統 | （血統表の出典）         | （血統表の出典） |
| 父系                         | ミスタープロスペクター系       | ミスタープロスペクター系 | ミスタープロスペクター系 | [ § 2 ]          |
| 父 Mr. Prospector 1970 鹿毛  | 父の父Raise a Native 1961 栗毛 | Native Dancer            | Polynesian               | Polynesian       |
| 父 Mr. Prospector 1970 鹿毛  | 父の父Raise a Native 1961 栗毛 | Native Dancer            | Geisha                   |                  |
| 父 Mr. Prospector 1970 鹿毛  | 父の父Raise a Native 1961 栗毛 | Raise You                | Case Ace                 | Case Ace         |
| 父 Mr. Prospector 1970 鹿毛  | 父の父Raise a Native 1961 栗毛 | Raise You                | Lady Glory               |                  |
| 父 Mr. Prospector 1970 鹿毛  | 父の母Gold Digger 1962 鹿毛    | Nashua                   | Nasrullah                | Nasrullah        |
| 父 Mr. Prospector 1970 鹿毛  | 父の母Gold Digger 1962 鹿毛    | Nashua                   | Segula                   |                  |
| 父 Mr. Prospector 1970 鹿毛  | 父の母Gold Digger 1962 鹿毛    | Sequence                 | Count Fleet              | Count Fleet      |
| 父 Mr. Prospector 1970 鹿毛  | 父の母Gold Digger 1962 鹿毛    | Sequence                 | Miss Dogwood             |                  |
| 母 Classy 'n Smart 1981 鹿毛 | 母の父Smarten 1976 黒鹿毛      | Cyane                    | Turn-to                  | Turn-to          |
| 母 Classy 'n Smart 1981 鹿毛 | 母の父Smarten 1976 黒鹿毛      | Cyane                    | Your Game                |                  |
| 母 Classy 'n Smart 1981 鹿毛 | 母の父Smarten 1976 黒鹿毛      | Smartaire                | Quibu                    | Quibu            |
| 母 Classy 'n Smart 1981 鹿毛 | 母の父Smarten 1976 黒鹿毛      | Smartaire                | Art Teacher              |                  |
| 母 Classy 'n Smart 1981 鹿毛 | 母の母No Class 1974 鹿毛       | Nodouble                 | Noholme                  | Noholme          |
| 母 Classy 'n Smart 1981 鹿毛 | 母の母No Class 1974 鹿毛       | Nodouble                 | Abla-Jay                 |                  |
| 母 Classy 'n Smart 1981 鹿毛 | 母の母No Class 1974 鹿毛       | Classy Quillo            | Outing Class             | Outing Class     |
| 母 Classy 'n Smart 1981 鹿毛 | 母の母No Class 1974 鹿毛       | Classy Quillo            | Quillopoly               |                  |
| 母系(F-No.)                  | (FN:23-b)                      | (FN:23-b)                | (FN:23-b)                | [ § 3 ]          |
| 5代内の近親交配              | Nasrullah 4 × 5 = 9.38%        | Nasrullah 4 × 5 = 9.38%  | Nasrullah 4 × 5 = 9.38%  | [ § 4 ]          |
| 出典                         | 1. 2. 3. 4.                    | 1. 2. 3. 4.              | 1. 2. 3. 4.              | 1. 2. 3. 4.      |